# Oberndorf (Störnstein)
Oberndorf ist ein Ortsteil von Störnstein im Landkreis Neustadt an der Waldnaab des bayerischen Regierungsbezirks Oberpfalz.

## Geographische Lage
Oberndorf liegt zwischen dem Ilsenbach im Norden und dem Reiserbach im Süden.
Der Ilsenbach mündet 900 m nördlich von Oberndorf in die Schlattein.
Am Westrand von Oberndorf entspringt ein weiterer, unbenannter Bach, der durch eine enge Schlucht ebenfalls der Schlattein zufließt.
Die Schlattein und der Reiserbach münden in die Waldnaab die 2 km westlich von Oberndorf von Norden nach Süden fließt.
Oberndorf liegt auf der nördlichen Straßenseite der Staatsstraße 2172.
Auf der südlichen Straßenseite, direkt gegenüber, liegt die Ortschaft Lanz.
Oberndorf befindet sich 2 km nördlich von Störnstein.

## Geschichte
Der Wittelsbacher Ludwig der Strenge kaufte 1262 die Herrschaft Störnstein von Ulrich Stör und vereinigte sie mit der Herrschaft Neustadt zur Herrschaft Störnstein-Neustadt.
Das Geschlecht der Störe war eine Zweiglinie der Herren von Murach, die verbunden waren mit den Ortenburgern.
Dieser Kauf war ein Versuch der Wittelsbacher den Einfluss der Ortenburger in der Oberpfalz zu vermindern.
Das Salbuch Ludwig des Strengen aus dem Jahr 1283 verzeichnete Oberndorf mit 3 Höfen als zur Herrschaft Störnstein gehörig.
Oberndorf wurde in den Urbaren aus dem Jahr 1285 und dem Jahr 1326 verzeichnet.
Im Böhmischen Salbüchlein von 1366 wurden zwei wüste Höfe in Oberndorf genannt.
Das Zinsregister von 1514 erwähnte Oberndorf mit 2 Gütern, ebenso das Urbar von 1602.
Oberndorf gehörte zur lobkowitzischen Herrschaft Störnstein-Neustadt.
Zu dieser Herrschaft gehörten die Ortschaften Haidmühle, Sauernlohe, Neustadt an der Waldnaab, Störnstein, Wiedenhof, Aich, Roschau, Görnitz, Harlesberg, Altenstadt an der Waldnaab, Mühlberg, Denkenreuth, Ernsthof, Lanz, Oberndorf, Rastenhof, Wöllershof, Botzersreuth, Kronmühle, Sankt Quirin.
Außerdem gehörte das Gebiet von Waldthurn mit 28 Dörfern und Einöden zu dieser Herrschaft.
1641 wurde Störnstein-Neustadt unter Wenzel Eusebius von Lobkowicz zur gefürsteten Grafschaft erhoben.
Das Herrschaftsgebiet war in 4 Viertel geteilt: Neustädter Viertel, Altenstädter Viertel, Denkenreuther Viertel und Oberndorfer Viertel.
Oberndorf gehörte zum Oberndorfer Viertel.
Das Urbar von 1653 und das Untertanenverzeichnis von 1741 führten für Oberndorf 2 Höfe und 2 Mannschaften auf.
1742 hatte Oberndorf 2 Höfe, 1 Pferd, 10 Ochsen, 6 Kühe, 2 Jungrinder, 2 Muttersauen, 2 Frischlinge und 6 Schafe.
1797 gab es in Oberndorf 2 Höfe, 1 Hirtenhäusl und 2 Herrschaftsuntertanen.
1807 verkaufte Fürst Franz Josef von Lobkowitz Herzog zu Raudnitz die gefürsteten Grafschaft Störnstein-Neustadt an die Krone Bayern.
Oberndorf gehörte zum Anfang des 19. Jahrhunderts gegründeten Steuerdistrikt Lanz.
Lanz war gleichzeitig unmittelbare Landgemeinde, die zusätzlich den Steuerdistrikt Wöllershof enthielt.
Zur Gemeinde Lanz gehörten Botzersreuth, Dürrmaulmühle, Ernsthof, Kronmühle, Lanz, Oberndorf, Sankt Quirin, Rastenhof, Reisersdorf und Wöllershof.
Zusammen mit der Gemeinde Lanz wurde Oberndorf am 1. Januar 1972 in die Gemeinde Störnstein eingegliedert.

## Einwohnerentwicklung in Oberndorf ab 1817
| Jahr | Einwohner | Gebäude |
| ---- | --------- | ------- |
| 1817 | 26        | 6       |
| 1838 | 31        | 3       |
| 1871 | 21        | 13      |
| 1885 | 37        | 3       |
| 1900 | 26        | 3       |
| 1913 | 24        | 3       |

| Jahr | Einwohner | Gebäude |
| ---- | --------- | ------- |
| 1925 | 36        | 3       |
| 1950 | 35        | 4       |
| 1961 | 19        | 4       |
| 1970 | 14        | k. A.   |
| 1987 | 26        | 6       |
| 2011 | 35        | k. A.   |